# Johan II van Ribagorça
Johan II van Ribagorça of Johan van Aragon (Benavarri, 1457 – Montsó, 5 juli 1528) was kastelein van Amposta (1506-1512), ridder van de Orde van Sint-Jan, graaf van Ribagorça (1485-1512) en eerste  hertog van Luna. Hij werd luitenant-generaal in 1496, een functie die hij vanaf 1503 met die van kaptitein-generaal van Catalonië combineerde tot hij in 1507 onderkoning van Napels werd en in 1513 koninklijk luitenant-generaal. Hij was een bastaardzoon van Alfons VI van Ribagorça en Maria van Jonqueres. Hij groeide op samen met zijn vijf jaar oudere neef, de latere Ferdinand II van Aragon met wie hij steeds een vertrouwensrelatie zou behouden.

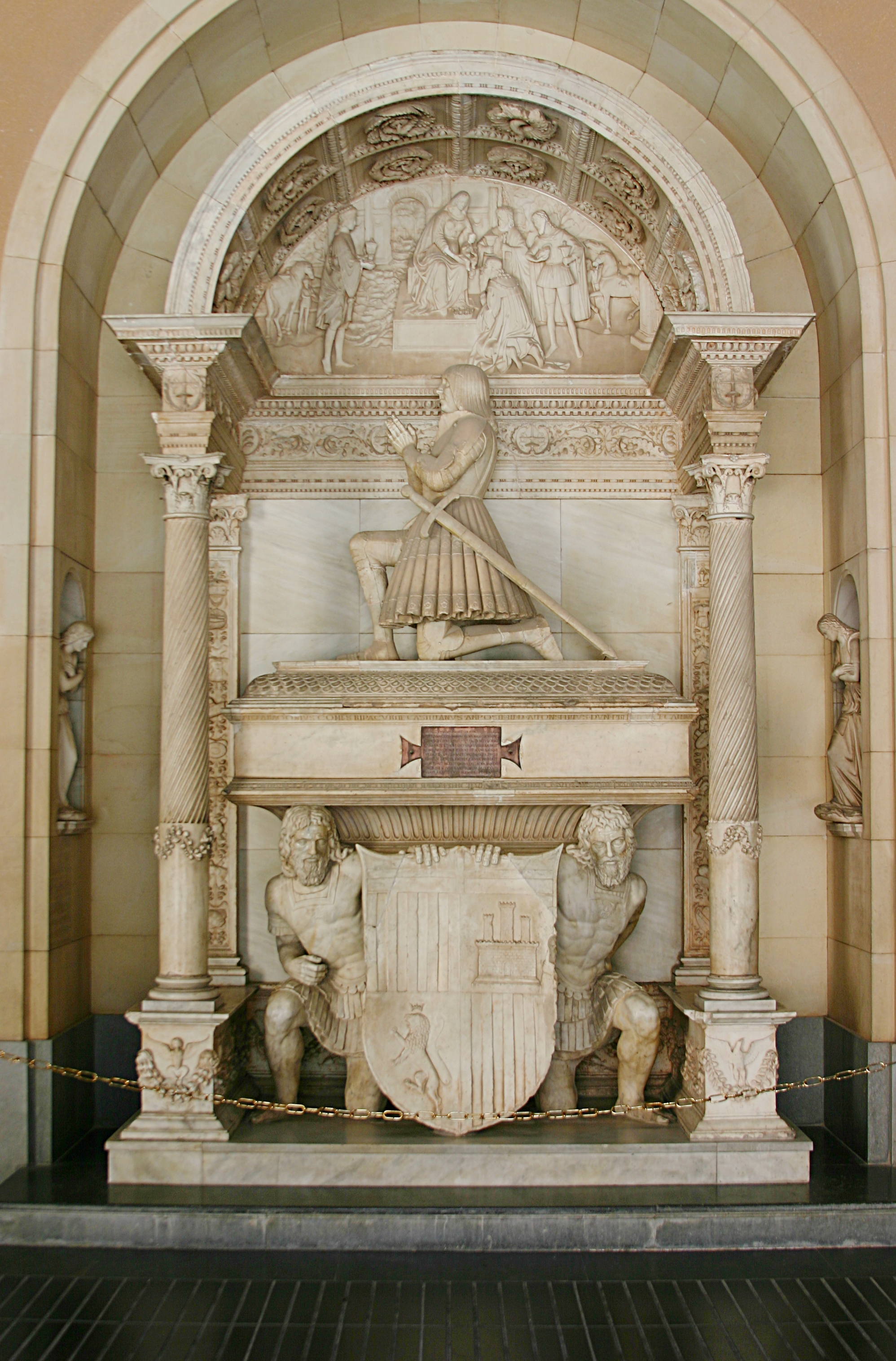
Praalgraf van Johan van Aragon in Montserrat

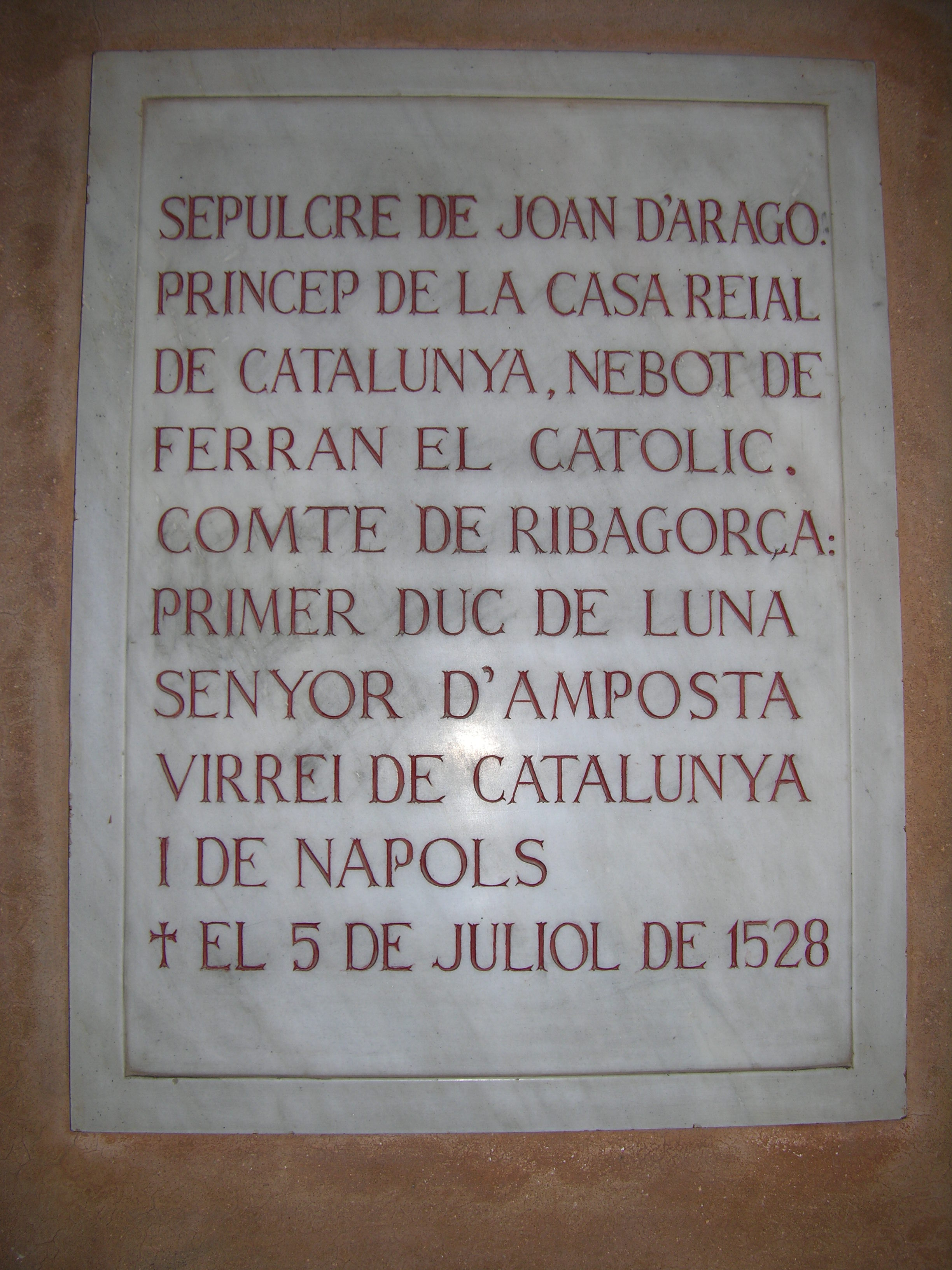
Epigram op het graf

Hij trouwde met Maria López de Gurrea Torrelles bijgenaamdla Ricahembra in 1479. Hun zoon Alfons VII van Ribagorça (1487) werd hertog van Luna en graaf van Ribagorça. Na het overlijden van zijn vrouw in 1492 werd hij ridder van de orde van Sint Jan en kastelein van  Amposta in 1506. In 1495 wordt hij de eerste hertog van Luna, een titel die zijn oom, Ferdinand II van Aragon speciaal voor hem gecreëerd heeft. Ferdinand zorgt er ook voor dat hij in 1496 koninklijk luitenant voor Catalonië wordt, een functie die hij zal uitoefenen tot hij in 1506 benoemd wordt tot koninklijk luitenant (lloctinent) en onderkoning van Napels (1507-1509). Onder de Kroon van Aragón was de lloctinent, letterlijk "plaatshouder" geen militaire functie, maar de persoon die de koning gedurende zijn quasi permanente afwezigheid verving bij het dagelijks beheer van een bepaald gebied. Het was de eigenlijke machthebber.
In 1512 keert hij naar Catalonië terug en wordt benoemd tot koninklijk luitenant en kapitein generaal van het prinsdom. Tijdens de staten generaal van datzelfde jaar wordt hij 1512 tot President van de Generalitat de Catalunya verkozen. Het zal echter nog tot 10 juni 1512 duren voor hij naar Barcelona kon afreizen om zijn functie daadwerkelijk op te nemen. Het hoorde tot de verplichtingen van de president, in de hoofdstad te wonen. Overigens was er onverenigbaarheid met de functie van luitenant-generaal. Ondanks de vele druk die van verschillende kanten uitgeoefend werd, zal Johan van Aragon pas op 10 juni 1514 aftreden.
Hij is gestorven op 5 juli 1528 in Montsó en werd begraven in het klooster Klooster van Montserrat. Hij had zelf in Napels een marmeren praalgraf in renaissancestijl door Antonello Freri, een beeldhouwer uit Lombardije die in Messina zijn atelier had, laten maken. Het werd in 1811 tijdens de Spaanse Onafhankelijkheidsoorlog (1808-1814) hevig beschadigd. Dankzij een goede documentatie en vele tekeningen kon het monument in zijn oorspronkelijke toestand gerestaureerd worden.